# Hugonia sphaerocarpa
Hugonia sphaerocarpa là một loài thực vật có hoa trong họ Linaceae. Loài này được Baill. mô tả khoa học đầu tiên năm 1886.